# El Bosque (Chiapas)
Pour les articles homonymes, voir El Bosque.
El Bosque est une municipalité du Chiapas, au Mexique. Elle couvre une superficie de 241 km2 et compte 22 606 habitants en 2015.